# كنيسة باوي
كنيسة القديس أوغسطين (بالاسبانية: Iglesia de San Agustín de Paoay)، المعروفة باسم كنيسة باوي، هي الكنيسة الكاثوليكية الرومانية في بلدية باواي، ايلوكوس نورت في الفلبين. تكتمل الكنيسة في عام 1710، وتشتهر بعمارة مميزة تتميز بها الدعامات الهائلة على جانبي المبنى وخلفه. تم إعلانه ككنز ثقافي وطني من قبل الحكومة الفلبينية في عام 1973 وموقع اليونسكو للتراث العالمي في إطار المجموعة الجماعية لكنائس الفلبين الباروكية في عام 1993.

## التاريخ
يعود أقدم سجل تاريخي للمنطقة إلى عام 1593، ليصبح رعية أوغسطينية مستقلة عام 1686. بدأ بناء الكنيسة الحالية في 1694 من قبل الراهب الأوغسطيني الأب أنطونيو إستافيلو، الذي اكمل بناءها عام 1710 وأعيد تكريسه في عام 1896. تضررت بعض أجزاء الكنيسة في زلزال 1865 وعام 1885 ولكن تم ترميمها في وقت لاحق بمبادرة من السيدة الأولى السابقة إيميلدا ماركوس.

## هندسة معمارية
تعتبر كنيسة باوي مثالًا رئيسيًا في الفلبين على العمارة الباروكية للزلازل الاستعمارية الإسبانية التي أطلق عليها أليسيا كوسيتنج،  وهو تفسير للباروك الأوروبي المتكيف مع الحالة الزلزالية للبلاد من خلال استخدام دعائم هائلة على جانبي ومؤخرة المبنى.  تم تطوير إعادة استخدام التكيف للطراز الباروكي ضد الزلازل منذ العديد من الزلازل المدمرة دمرت الكنائس السابقة في البلاد. ويمكن أيضا رؤية الهندسة المعمارية الجاوية التي تذكرنا بوروبودور من جاوة على جدران الكنيسة وواجهتها. 

### أبراج داعمة
السمة الأكثر لفتًا للنظر في كنيسة باوي هي الدعامات الضخمة الـ 24  التي يبلغ سمكها حوالي 1.67 متر (5.5 قدمًا)  على جانبي ومؤخرة مبنى الكنيسة. يمتد من الجدران الخارجية، وقد تم تصميمه لإيجاد حل للتدمير المحتمل للمبنى بسبب الزلازل. الدعامات التي يشبه الدرج (المعروفة باسم الدعامات خطوة) على جانبي الكنيسة ربما لسهولة الوصول إلى السقف. 

### الجدران
جدرانه مصنوعة من الحجارة المرجانية الكبيرة في الجزء السفلي والطوب في المستويات العليا.  المونة المستخدمة في الكنيسة تشمل الرمل والليمون مع عصير قصب السكر المغلي مع أوراق المانجو والجلود وقش الأرز.  تقترح أسوارها الطرز المعمارية الجاوية. 

## المظهر الزائف
تظهر الواجهة الحجرية على شكل ترسبات ضخمة ترتفع من الأرض وتبنى متجهة نحو الأمام. تقسم أعمدة مربعة الشكل والأفاريز الوترية الواجهة عموديًا وأفقيًا على التوالي. الجزء السفلي هو سهل. تتوفر أيضًا السمات القوطية من خلال استخدام الزعانف النهائية، في حين أن الصلصال الثلاثي يظهر العناصر الصينية والسكتات الدماغية الشرقية.   كما يمكن رؤية التسلسلات، والكوات، والوريدات، ومعارقة أوغسطين.  الواجهة مصنوعة من الطوب على المستوى الأدنى وحجارة المرجان في المستوى العلوي.

### برج الجرس
وبجانب الواجهة، يتكون برج الجرس المرجاني المكون من ثلاثة طوابق بشكل منفصل عن مبنى الكنيسة على الجانب الأيمن مما يشبه باغودة.  كان في عام 1793 عندما وضعت حجر الزاوية في برج الجرس.  يقف على مسافة من الكنيسة كحماية ضد الزلزال. كان بمثابة موقع المراقبة للثوريين الفلبينيين ضد الإسبان في عام 1898 والمقاتلين الفلبينيين ضد الجنود اليابانيين خلال الحرب العالمية الثانية.   وفقا للمؤرخين ، خدم برج الجرس أيضا كرمز للمكانة المحلية. يقال أن الجرس سوف يرن بصوت عالٍ ومرات أكثر خلال حفل زفاف إحدى العشيرة البارزة التي ستتم خلال حفل زفاف الفقراء.

## معرض صور

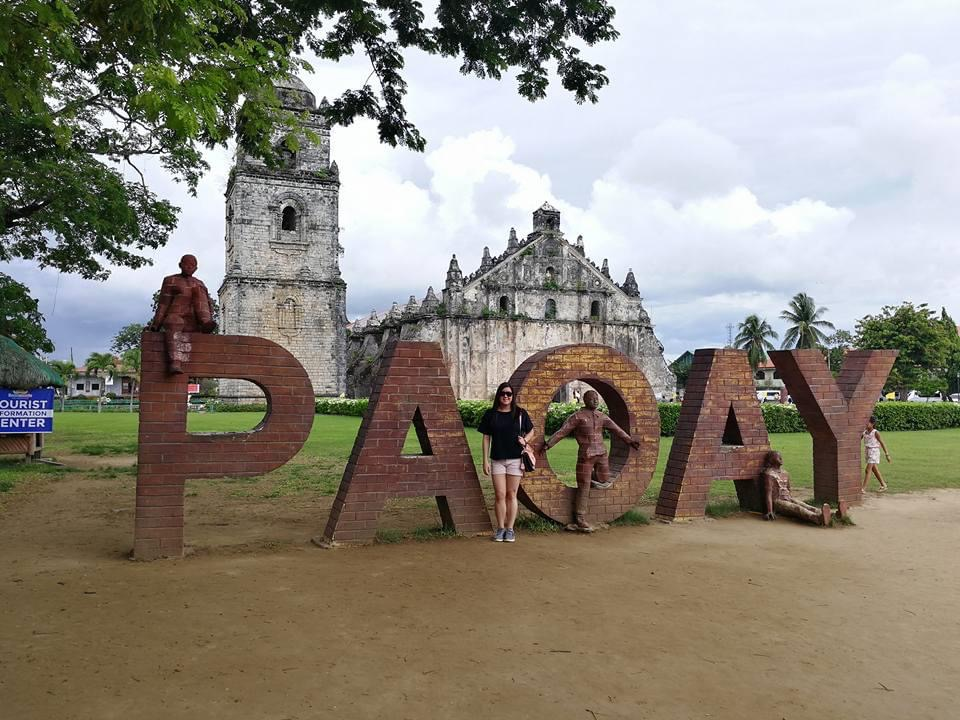
كنيسة باواي
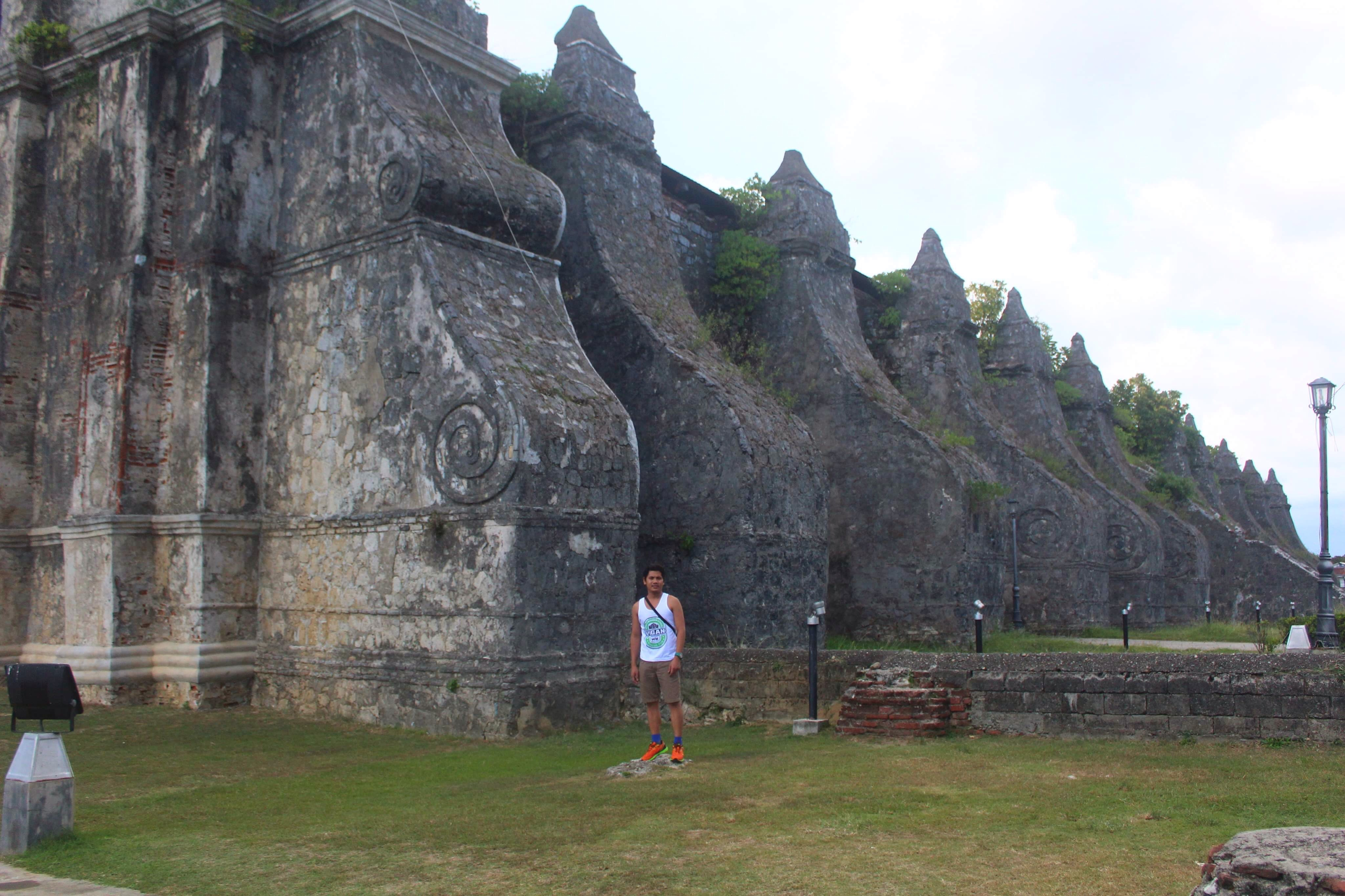
جدران الكنيسة
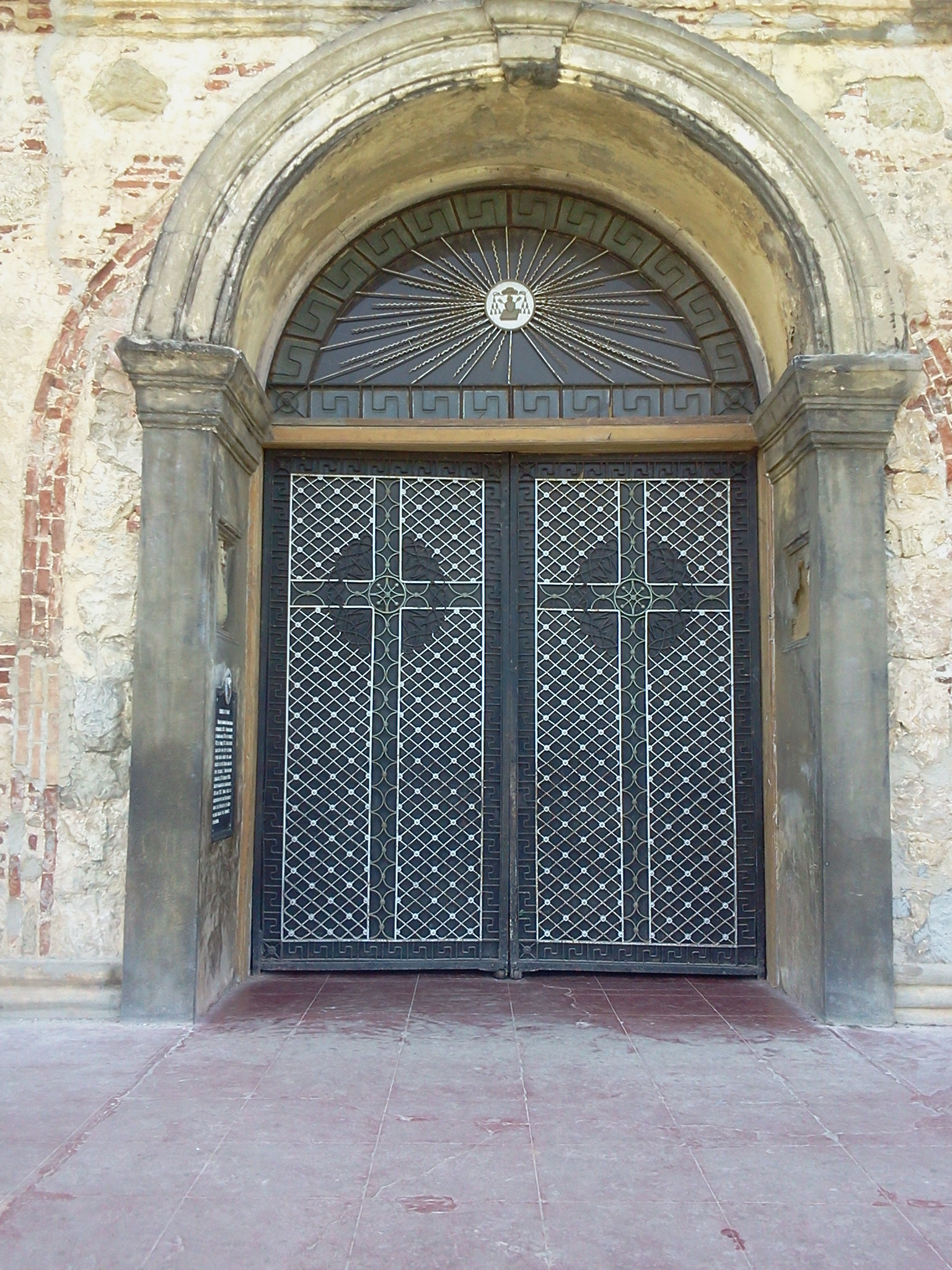
بوابة
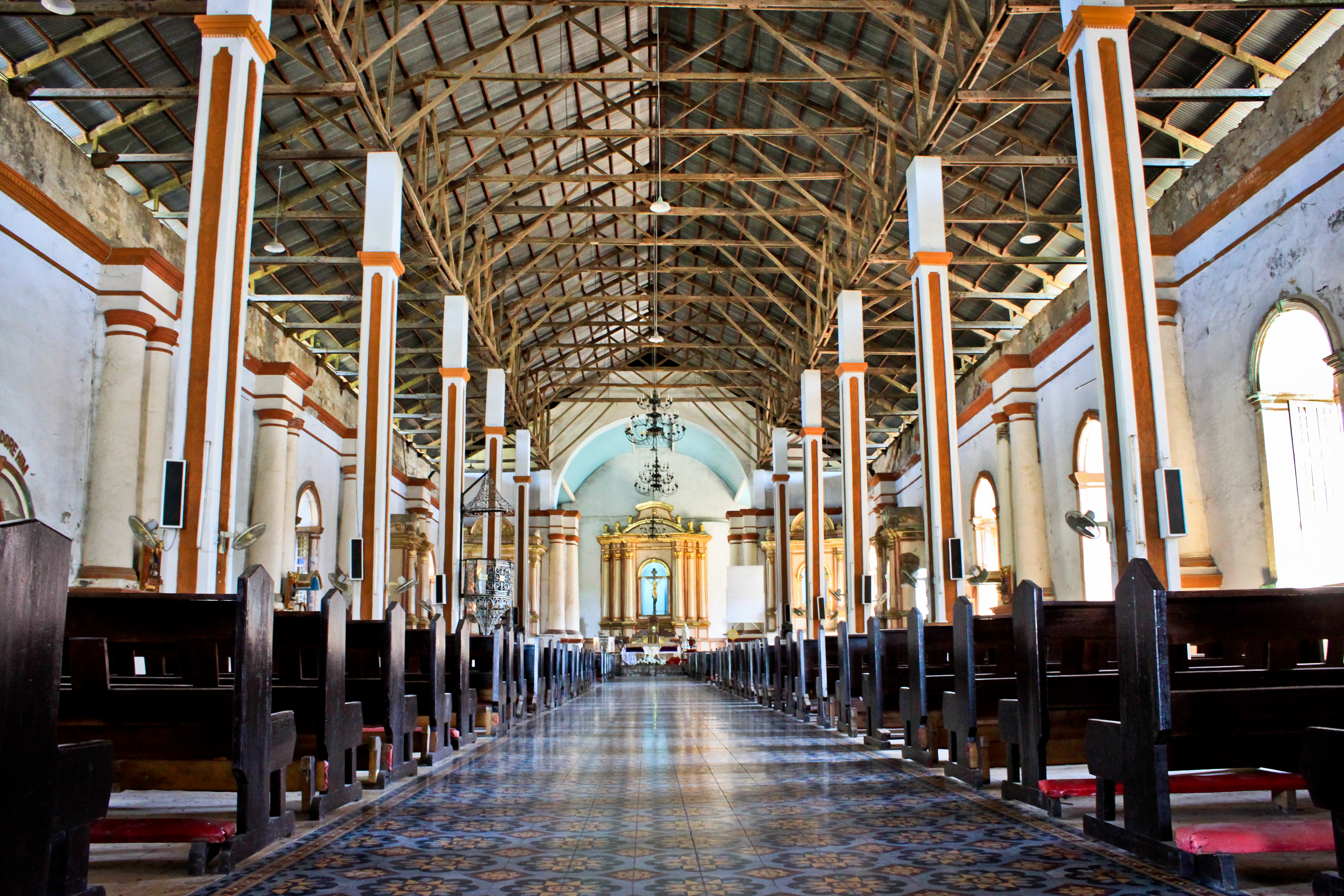
الكنيسة من الداخل
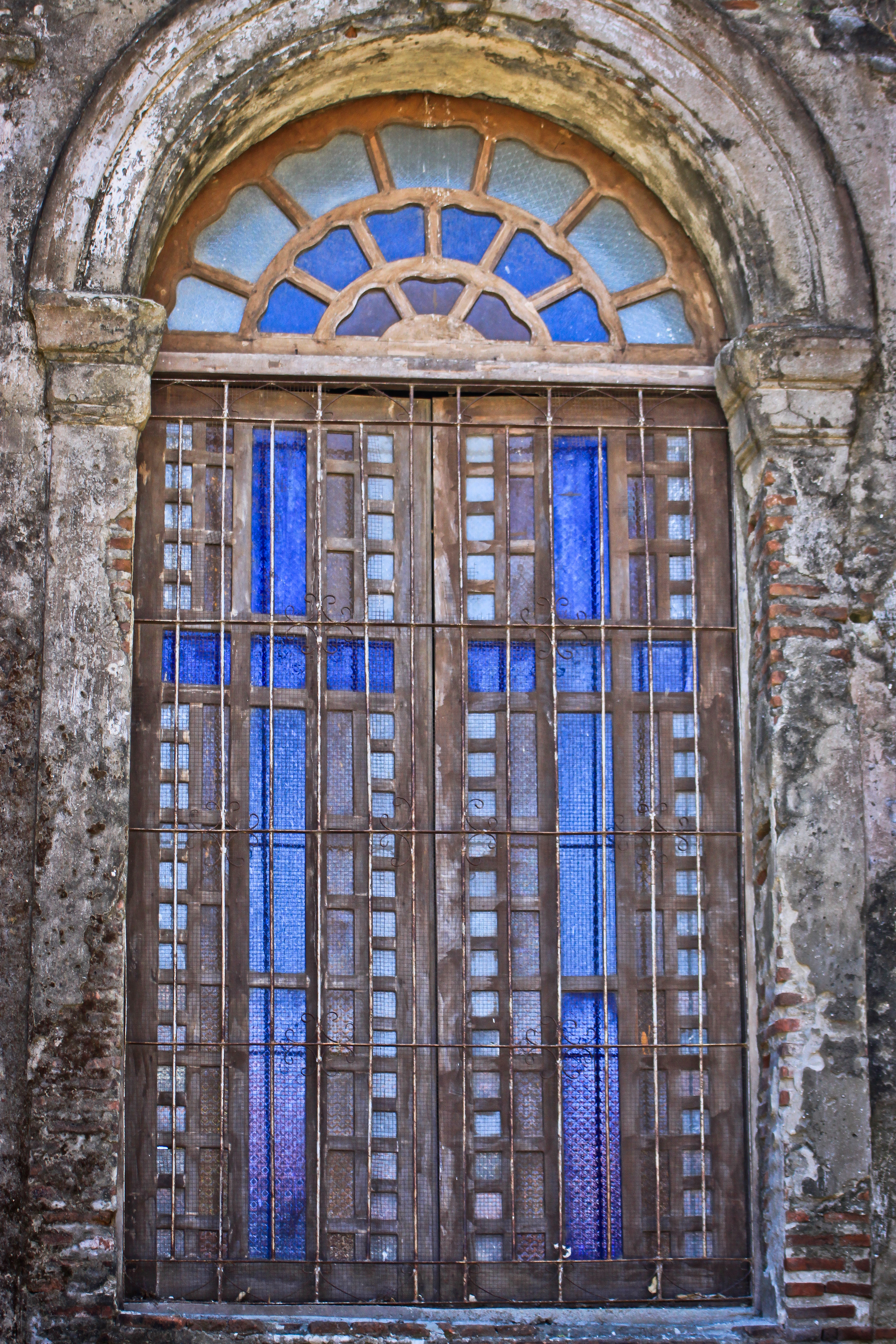
نافذة
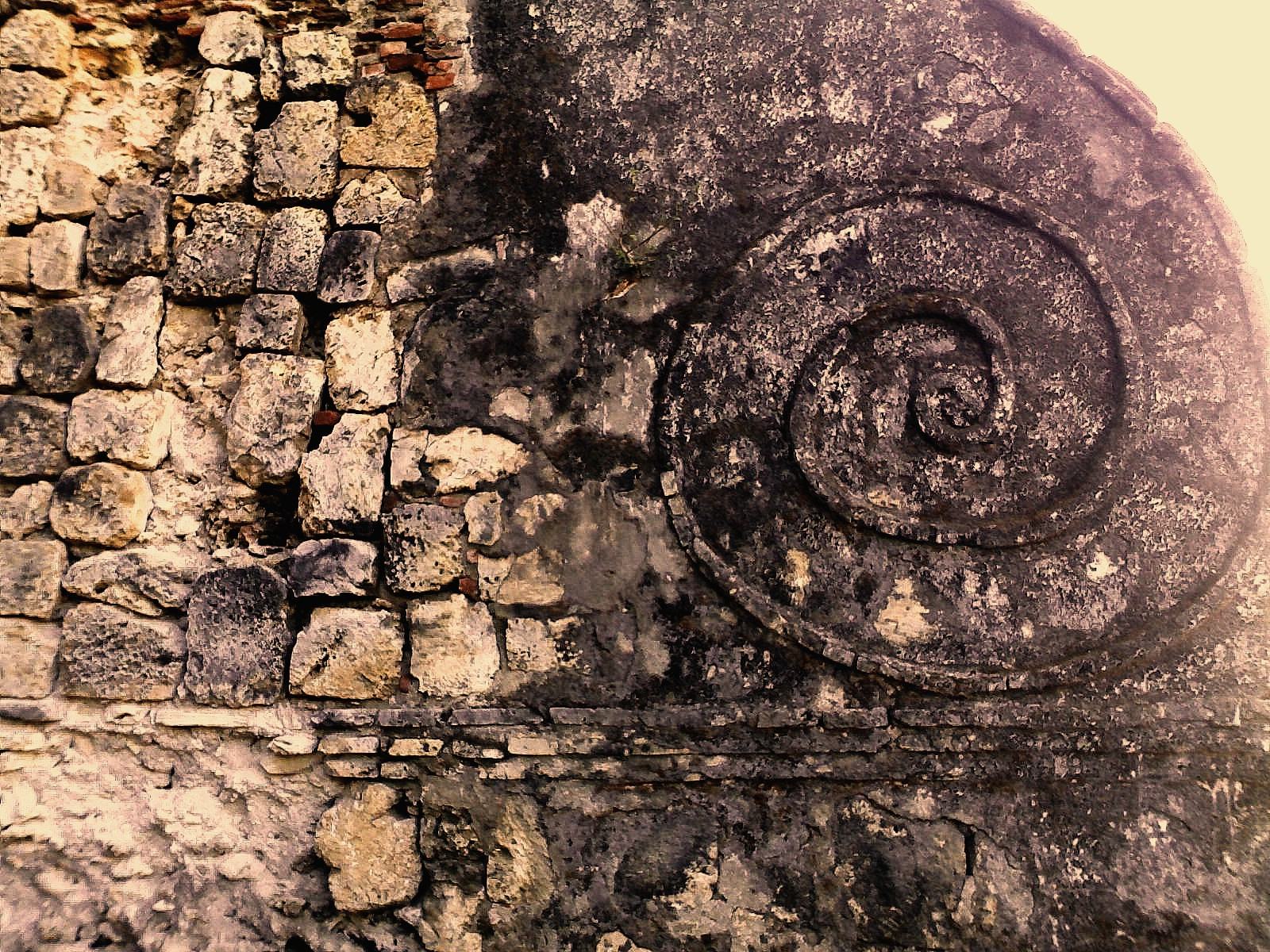
تفاصيل نقوش الجدران
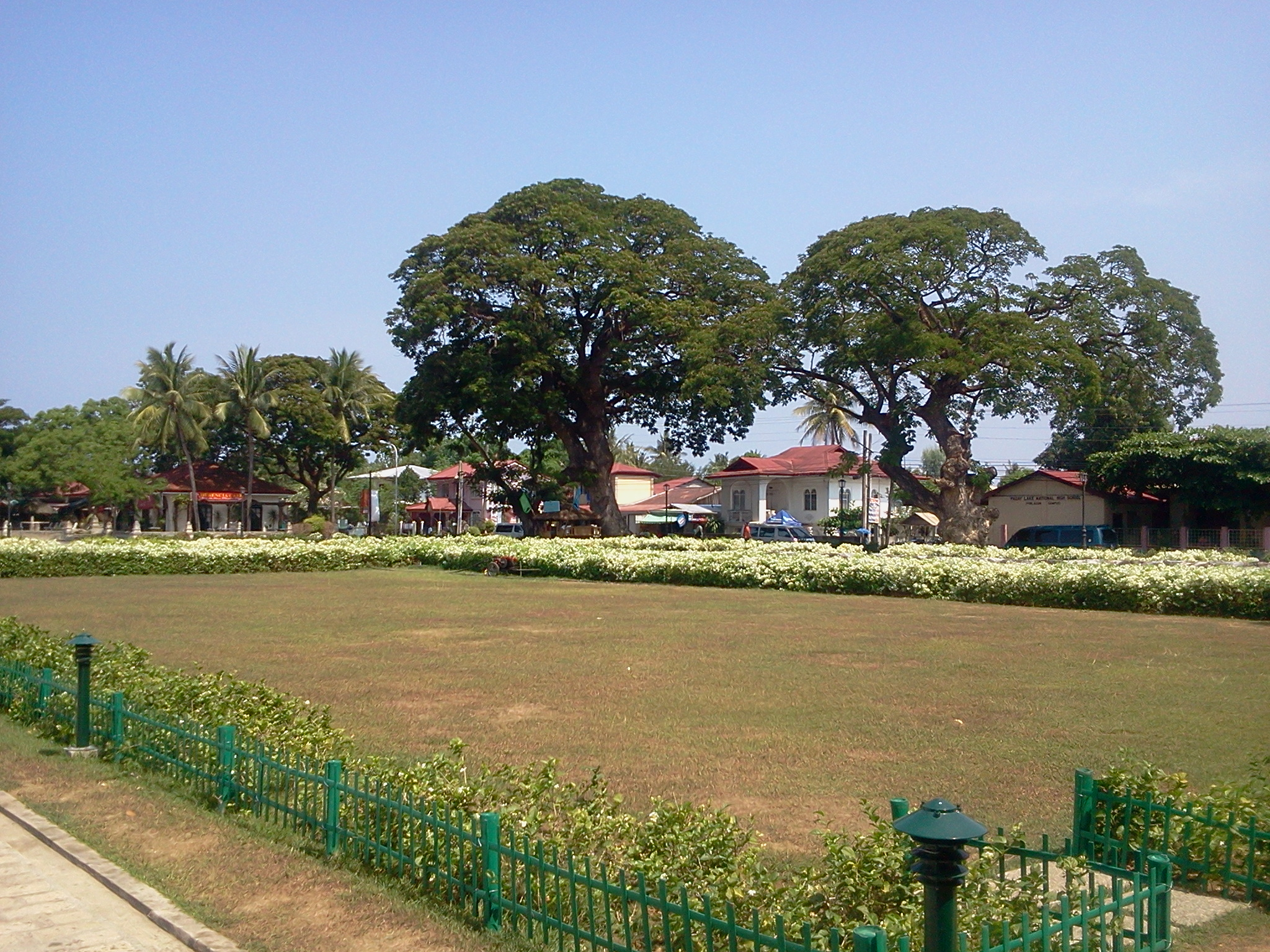
المنظر من داخل الكنيسة